# Fedir Yarochenko
Fedir Oleksinovitch Yarochenko (en ukrainien : Ярошенко Федір Олексійович), né le 5 décembre 1949 à Khartsyzk (RSS d'Ukraine, URSS), est un homme d'État, enseignant et économiste ukrainien.

## Mandats
Il fut ministre des finances du Gouvernement Azarov I de mars 2010 à janvier 2012.